# 東京都道153号立川昭島線

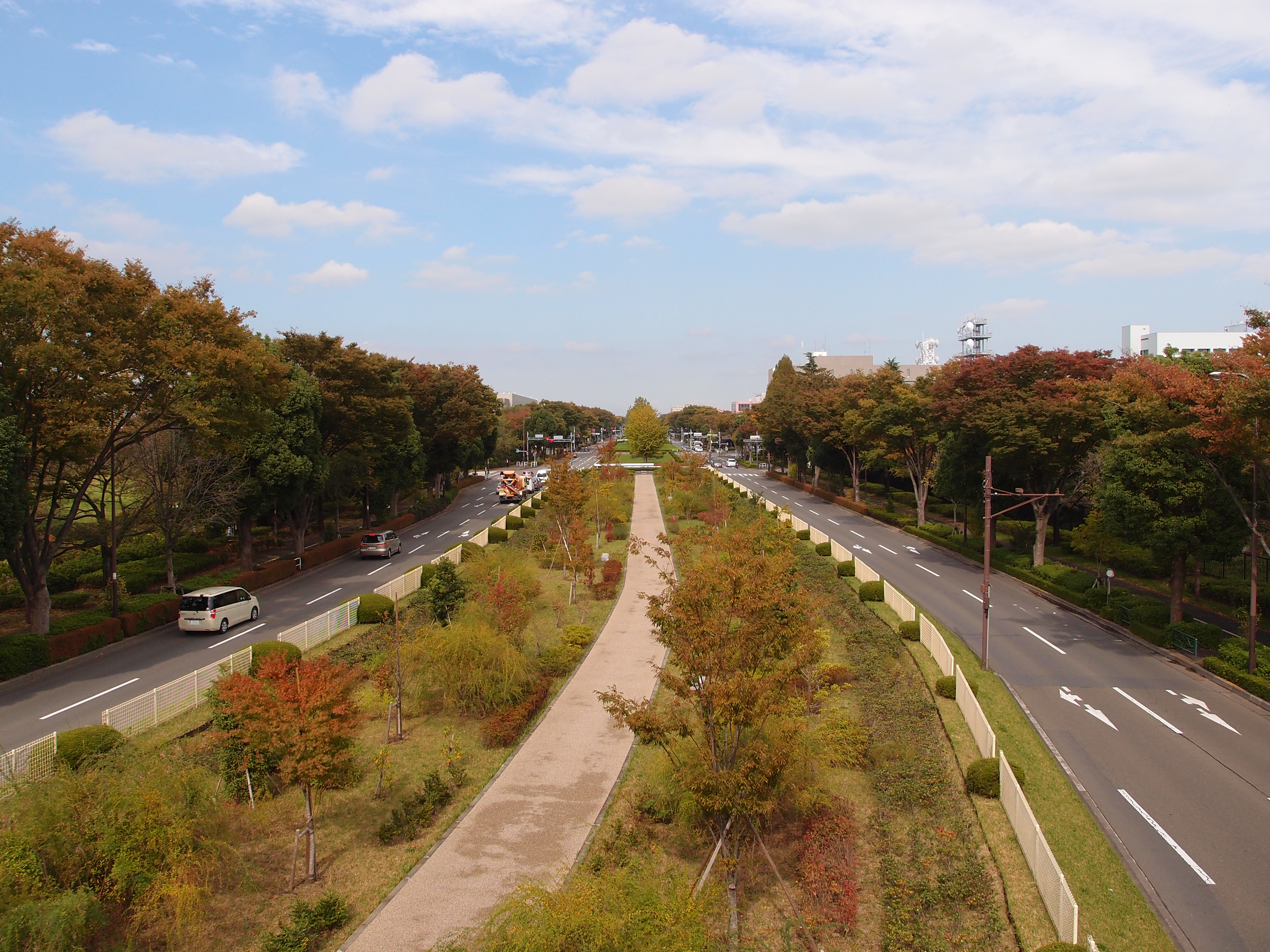
昭和記念公園みどり橋から北方向

東京都道153号立川昭島線（とうきょうとどう153ごう たちかわあきしません）は東京都立川市と昭島市を繋ぐ一般都道。

## 概要
- 陸上距離：8.5km
- 起点：東京都立川市・立川市道交点（曙町二丁目交差点）
- 終点：東京都昭島市・東京都道59号八王子武蔵村山線交点

### 支線
- 立川市・昭和記念公園立川口前交差点 - 東京都道7号杉並あきる野線（五日市街道）交点（中央南北道路北詰交差点）
- 立川市・昭和記念公園立川口前交差点 - 昭島市福島町・昭島市道交点
- 昭島市・東京都道29号立川青梅線交点（福島交番前交差点） - 福島町3丁目・昭島市道交点

## 重複区間
- 東京都道16号立川所沢線（立川市・曙町二丁目交差点 - 曙橋交差点）
- 東京都道29号立川青梅線（昭島市・郷地町交差点 - 福島交番前交差点）

## 通過する自治体
- 東京都
  - 立川市 - 昭島市

## 交差・接続している道路
- 東京都道16号立川所沢線（曙町二丁目交差点 - 曙橋交差点）
- 東京都道29号立川青梅線（郷地町交差点 - 福島交番前交差点）
- 東京都道151号東中神停車場線（昭和中学校交差点）
- 東京都道59号八王子武蔵村山線（昭島市玉川町）
- 東京都道43号立川東大和線バイパス（立川市泉町）
- 東京都道7号杉並あきる野線（中央南北線北詰交差点）
- 東京都道29号立川青梅線バイパス（新奥多摩街道）

## その他
支線のうち、昭和記念公園立川口前交差点と五日市街道交点を結ぶ道路は中央南北線と呼ばれ、立川広域防災基地へのアクセス道路となっている。核都市広域幹線道路の区間の一部でもある。かつての米軍立川基地の滑走路は西側に100mほど離れた場所を平行に走っていた。